# American Gothic (Album)
American Gothic ist das dritte Studioalbum des US-amerikanischen Singer-Songwriters David Ackles und wurde im Juli 1972 von Elektra Records veröffentlicht.

## Hintergrund
Der frühere Kinderschauspieler und Literaturstudent David Ackles (1937–1999) arbeitete zuvor als Songtexter für seine Plattenfirma Elektra Records und veröffentlichte die beiden wenig beachteten Studioalben David Ackles (1968) und Subway to the Country (1969). American Gothic gilt gemeinhin als sein wichtigstes Werk. Das eklektizistische Konzeptalbum ist an Musiktheater und Vaudeville angelehnt und bietet kaleidoskopartige Einblicke in den amerikanischen Lebensstil. In seinen Songs greift der Pianist und Sänger Stilelemente traditioneller amerikanischer Genres wie Folk, Jazz und Gospel auf. Vielfach wurde American Gothic mit den Kompositionen von Aaron Copland, Charles Ives, Richard Rodgers und George Gershwin sowie den Opern von Kurt Weill und Bertolt Brecht verglichen. Auch zogen Musikkritiker Vergleiche mit den Sängern Randy Newman, Scott Walker und Woody Guthrie. Darüber hinaus wurde das Album als musikalische Variante einer Great American Novel interpretiert, da es Parallelen zu den Werken amerikanischer Autoren wie John Steinbeck aufweist.
American Gothic wurde in London eingespielt und von Bernie Taupin produziert, der hauptsächlich für seine Zusammenarbeit mit Elton John bekannt ist. Dirigiert wurden die Studiomusiker, von denen viele zum London Symphony Orchestra gehörten, von Robert Kirby, der unter anderem die Alben Five Leaves Left und Bryter Layter von Nick Drake arrangierte.
Der Titel des Albums verweist auf das gleichnamige Gemälde von Grant Wood aus dem Jahr 1930. Auf dem Foto auf der Rückseite der Plattenhülle ist die Szene von David Ackles mit Mistgabel nachgestellt.
Das Album erschien erstmals 1993 auf CD, 2002 wurde es von dem Label Collectors’ Choice Music neuveröffentlicht.

## Titelliste
Alle Songs stammen aus der Feder von David Ackles.
Seite A:
1. American Gothic – 3:19
2. Love’s Enough – 3:15
3. Ballad of the Ship of State – 4:16
4. One Night Stand – 2:47
5. Oh, California! – 2:37
6. Another Friday Night – 4:28
Seite B:
7. Family Band – 2:35
8. Midnight Carousel – 3:40
9. Waiting for the Moving Van – 3:35
10. Blues for Billy Whitecloud – 2:36
11. Montana Song – 10:05

## Rezeption
American Gothic wurde beim Erscheinen sehr positiv aufgenommen, der Musikjournalist Derek Jewell würdigte es gar als „Sgt. Pepper des Folk“. Kommerziell war es jedoch ein Misserfolg und erreichte lediglich Platz 167 der Billboard-Charts. David Ackles, der nie eine breite Hörerschaft für sich gewinnen konnte, zog sich nach der Veröffentlichung seines vierten Albums Five & Dime ein Jahr später aus dem Musikgeschäft zurück. Von gegenwärtigen Musikkritikern wird American Gothic oft als „vergessenes Meisterwerk“ angesehen, beispielsweise nahm es die deutschsprachige Ausgabe der Zeitschrift Rolling Stone in eine Zusammenstellung der 100 besten Geheimtipps auf.

„Decades later, American Gothic remains one of those great albums that never found its audience. It waits to be rediscovered.“

„American Gothic, das dritte Album und ein kaum bekanntes Meisterwerk, ist eins der kompromisslosesten amerikanischen Alben aller Zeiten. Ackles zeichnet ein farbiges, poetisches Portrait Amerikas – eindringlich düsteres Theater, gefiltert durch die melodische Sensibilität des Komponisten.
Auf verschiedenen Ebenen zeigt sich, dass es hier weniger um konventionellen Rock oder Pop geht, sondern vielmehr um ein dramatisches Werk, das sich sowohl auf klassische amerikanische Komponisten wie Charles Ives und Aaron Copland wie auch auf Gospel, Rock, Blues und Soul bezieht. Dabei muss man sich ein Art-Folk-Album vorstellen, das eine Brücke schlägt von Woody Guthries leidenschaftlichen Erzählungen zu Kurt Weills Arrangements.“

„Anfangs konnte man im amerikanischen Songwriter David Ackles noch einen entfernten Verwandten von Randy Newman erkennen, doch seinem dritten, von Bernie Taupin produzierten und von Nick-Drake-Arrangeur Robert Kirby orchestrierten Album sind ihm das Musiktheater von Bert Brecht und Kurt Weill, die Sinfonien von Aaron Copland, die Lieder von George Gershwin und die Geschichten von John Steinbeck näher. American Gothic ist eine Great American Audio Novel.“

„Ackles arrangierte zu nostalgisch-ironischen Versen über die schwindende ländliche Unschuld Amerikas ein Stil-Medley
aus Anklängen an Gershwin, Kurt Weill, Aaron Copland, Charles Ives und Richard Rogers, deren Synthese aus europäischer
Sinfonik und heimischer Folklore stilprägend für die Entwicklung einer eigenständigen amerikanischen Musikkultur gewesen
war. Ackles trug seinen musikhistorisch verbrämten Liederzyklus mit dem dramatischen Timbre eines Konzertsängers vor.“

Das Album wurde in die 1001 Albums You Must Hear Before You Die aufgenommen.
Elvis Costello, Elton John und Phil Collins geben Ackles Musik als Einfluss an.